# Contea di Prentiss
La contea di Prentiss (in inglese Prentiss County) è una contea dello Stato del Mississippi, negli Stati Uniti. La popolazione al censimento del 2000 era di 25 556 abitanti. Il capoluogo di contea è Booneville.